# Osphantes ogawena
Osphantes ogawena är en fjärilsart som beskrevs av Paul Mabille 1891. Osphantes ogawena ingår i släktet Osphantes och familjen tjockhuvuden. Inga underarter finns listade i Catalogue of Life.